# Verslagen en Mededeelingen van de Afdeeling Natuurkunde; Koninklijke Akademie van Wetenschappen
Verslagen en Mededeelingen van de Afdeeling Natuurkunde; Koninklijke Akademie van Wetenschappen (abreviado Verslagen Meded. Afd. Natuurk. Kon. Akad. Wetensch.) fue una revista ilustrada con descripciones botánicas que fue editada en Ámsterdam. Se publicó en varias series en los años 1853-1892.

## Publicación
- Serie n.º 1 Vols. 1-17, 1853-65;
- Serie n.º 2, vols. 1-20, 1866-84;
- Serie n.º 3, vols. 1-9, 1885-92